# Remelhe
Remelhe es una freguesia portuguesa del concelho de Barcelos, con 5,18 km² de superficie y 1410 habitantes (2001). Densidad de población: 272,2 hab/km².